# Lincoln National
Lincoln National Corporation (LNC) ist ein US-amerikanisches Unternehmen der Versicherungs- und Investmentbranche mit Sitz in Radnor, Pennsylvania. Das Unternehmen ist im S&P 500 gelistet.
Lincoln National betreibt seine Geschäfte über mehrere Tochterunternehmen.
LNC sponsert in Philadelphia den Footballverein Philadelphia Eagles.

## Firmengeschichte
Die Ursprünge von LNC gehen auf die Gründung des Unternehmens Lincoln Life Insurance Company in Fort Wayne, Indiana, am 12. Juni 1905 zurück.

## Aktionärsstruktur
Mit Stand vom 31. März 2025 waren folgende Hauptaktionäre publiziert:
| Aktionär                             | Aktien | Stand        | Anteil in % | Wert in USD |
| ------------------------------------ | ------ | ------------ | ----------- | ----------- |
| Vanguard Group Inc                   | 18.85M | Mar 31, 2025 | 11,04 %     | 695,049,070 |
| Blackrock Inc.                       | 16.53M | Mar 31, 2025 | 9,68 %      | 609,519,005 |
| State Street Corporation             | 6.16M  | Mar 31, 2025 | 3,61 %      | 227,076,792 |
| Massachusetts Financial Services Co. | 4.85M  | Mar 31, 2025 | 2,84 %      | 178,996,028 |
| Morgan Stanley                       | 3.91M  | Mar 31, 2025 | 2,29 %      | 144,300,105 |
| First Trust Advisors LP              | 3.87M  | Mar 31, 2025 | 2,27 %      | 142,713,663 |
| Dimensional Fund Advisors LP         | 3.08M  | Mar 31, 2025 | 1,81 %      | 113,723,041 |
| Principal Financial Group, Inc.      | 3.02M  | Mar 31, 2025 | 1,77 %      | 111,215,180 |
| Geode Capital Management, LLC        | 2.92M  | Mar 31, 2025 | 1,71 %      | 107,512,843 |
| Northern Trust Corporation           | 2.57M  | Mar 31, 2025 | 1,50 %      | 94,618,519  |